# 扁小輪螺
扁小輪螺（学名：Heliacus infundibuliformis）为車輪螺科小輪螺屬下的一个种。